# José Formosinho
José dos Santos Pimenta Formosinho CvSE (Lagos, 22 de Maio de 1888 - 26 de Março de 1960), foi um notário e arqueólogo português.

## Biografia
José Formosinho nasceu a 22 de Maio de 1888, em Lagos, no distrito de Faro.
Frequentou o Colégio Militar. Licenciado em Direito pela Universidade de Coimbra em 1912, exerceu a função de notário público em Portimão e Lagos.
Adepto da arqueologia, realiza diversos estudos e escavações em sítios arqueológicos, nos concelhos de Portimão, Lagos, Aljezur, Vila do Bispo e Monchique. De entre estas escavações, destaca-se a realizada em 1932 na estação arqueológica de Alcalar, no concelho de Portimão. Investigou igualmente o sítio arqueológico da Boca do Rio, em conjunto com o pintor Jaime Murteira. Em 1930, organizou um museu nos anexos da Igreja de Santo António, em Lagos, para expor diversos artigos regionais e vestígios encontrados nas escavações. Em 1959, iniciou uma recolha de fundos para a realização de uma estátua comemorativa a Gil Eanes, que posteriormente foi colocada no Jardim da Constituição, em Lagos.
Exerceu, igualmente, as funções de director do Museu Regional de Lagos, fundador e presidente do Grupo de Amigos do Museu, secretário na Comissão Municipal de Arte e Arqueologia de Lagos, vogal na Comissão Municipal de Turismo de Lagos, delegado dos Monumentos Nacionais no Barlavento Algarvio, na Junta de Educação Nacional, na Sociedade de Propaganda de Portugal e na Associação dos Arqueólogos Portugueses, fundador e delegado do Instituto de Arqueologia, História e Etnografia, e vogal do Conselho Superior de Belas-Artes.[carece de fontes?]. Em 1936, ocupava o posto de delegado concelhio de Lagos da Casa do Algarve. Em 1922, foi membro da comissão organizadora da Associação de Assistência, destinada a apoiar os habitantes mais desfavorecidos do concelho de Lagos.
José Formosinho morreu em 26 de Março de 1960, na cidade de Lagos. Esteve casado com Maria José Barata Formosinho, que faleceu em 21 de Maio de 1954, também em Lagos.

## Reconhecimento
Foi condecorado com o grau de Cavaleiro da Ordem Militar de Sant'Iago da Espada, em 2 de Fevereiro de 1959. Recebeu esta condecoração devido ao seu contributo no campo da arqueologia, tendo a cerimónia tido lugar numa sessão pública em Lagos.
O seu nome perdura na toponímia portuguesa, numa rua de Lagos.

## Obras
Escreveu: 
- Duas Lápides Inéditas (1935)
- Igreja de Santo António e Museu Regional de Lagos (1935)
- À Memória do Professor José Leite de Vasconcelos (1941)
- Arqueologia Pré-Histórica do Concelho de Monchique (1942)
- Nouvelles Découvertes Paleolithiques en Algarve (1945)
- As Estações da Idade Bronze e Visigótica ou Romana (Baixo Império de Alcaria) (1948)
- Vestígios dos Romanos nas Caldas de Monchique (1948)
- Duas Raridades Arqueológicas (1948)
- Restos de Caminhos Romanos nas Caldas de Monchique (1949)
- O Conjunto Visigótico de Alcaria (Caldas de Monchique) (1949)
- A Arqueologia da Serra de Monchique, II congresso Algarvio (1949)
- Nuevas Contribuciones para el Conocimiento de la Edad del Bronze del Algarve (1950)
- Necrópoles de Las Caldas de Monchique (1950)
- O Capacete Céltico do Museu Regional de Lagos, Algarve (1950)
- Estudos Arqueológicos nas Caldas de Monchique, Investigações de 1948 e 1949 (1950)
- Alguns Objectos Inéditos do Museu Regional de Lagos, Monte Molião (1952)
- Notas Sobre o Bronze Mediterrâneo no Museu Regional de Lagos (1953)
- De lo Prérromano a lo Arabe en el Museo Regional de Lagos (1953)
- Estudos Arqueológicos nas Caldas de Monchique, Relance das Explorações nas Necrópoles da Idade do Bronze, no Ano de 1937 ao ano de 1949 (1955)

## Ligações Externas
- Municipio de Lagos | Reabertura do Museu de Lagos Dr. José Formosinho